# GB KISS
GB KISSはハドソンと月刊ファミ通ブロスの協同企画キャンペーン。対応しているゲームソフトとゲームボーイの本体をお店に持ち込む事で、無料でゲームを追加してもらえるサービス。一部の黒いハドソン製ゲームボーイカートリッジに搭載された機能がGB KISSである。主な機能は赤外線通信とミニゲーム。

## 赤外線通信
ソフト上部に搭載された送受信面を向かい合わせることによって赤外線通信が可能である。通信可能距離は1cmと短い。ミニゲームでの対戦やプロフィール交換などに使用された。ポケベルへのメッセージ送信も可能。

## パソコンとの連携
GB KISS LINKを用いることでパソコンとの赤外線通信が可能となる。ミニゲームの追加やネクタリスGBなどではマップの追加が行えた。

## ミニゲーム
ソフト内部の書き換え領域にミニゲームを送る、受け取ることが可能。また対戦なども出来るようになっている。ゲームの受信方法はカートリッジ上部の赤外線とKISS LINKを用いる方法の二通りである。これらのソフトは一部のイベント会場で配布、ソフトに内蔵、特殊な機器（GB-KISS LINK)の付録フロッピーのサンプルソフトとして配布された。またポケットボンバーマンなどソフトを内蔵しているものもある。データ保持に内蔵電池を用い、その消費電力も時計内蔵ソフト並に高いとされる。現在ではデータが失われている物が多いと思われる。配布が非常に限定的であり、中古ショップではセーブデータが初期化される傾向もあり、ミニゲームの稼働実機数は非常に少ないと予想される。以下はソフトのリストである。

## GB KISSのゲーム一覧

### KISS MAIL
メールソフト。GB KISS搭載のすべてのソフトに収録されている。

### がんばれマグネッツ
磁石型の自機で分銅型のキャラクターを引き寄せて敵を倒すアクションパズル。

### KISS MONSTER
名前でモンスターを生成し、ステータスを振り分けて通信対戦を行うゲーム。

### KISS MONSTER2
名前でモンスターを生成し、ステータスを振り分けて通信対戦を行うゲーム。イラスト（ドット）を自分で変更することも可能。ポケットボンバーマンに収録されている。

### モグってなんぼ
モグラ叩きゲーム。制限時間内に何匹倒せるかを競う。十字キーとABボタンで対応する穴を叩く。

### SAMEGAME KISS
いわゆるセームゲーム。

### PUZZLE GAME
いわゆる15パズル。

### CANNON BALL
ハドソンがかつてパソコン用ソフトウェアとして発売した「キャノンボール」の移植。

### WORM
かこむん蛇などのスネークゲームの亜種。

### MINI STASOL
スターソルジャーのミニ版。

### SHOOTING MASTER
10秒でどれだけボタン連打できるかを競うソフト。

## 存在未確認のソフト
インターネット上で存在が示唆されているものの、資料が少ないため存在が確認できないソフトの一覧（いずれも）。

## GB KISS搭載ソフト一覧
- スーパービーダマン ファイティングフェニックス
- ポケットボンバーマン
- ネクタリスGB
- ポケットファミリーGB
- ロボットポンコッツ（SUNバージョン/STARバージョン/ボンボンバージョン/MOONバージョン）
- 超速スピナー
  - パッケージにGBkissマークはないが、赤外線通信に関する記載がある。